# Innomed Medical
Innomed Medical Zrt. — угорська компанія, виробник та постачальник медичного обладнання. Заснована у 1989 році; штаб-квартира знаходиться у Будапешті. Спеціалізується на розробці і виробництві медичного обладнання для реанімації, інтенсивної терапії та радіології: електрокардіографи (ЕКГ), дефібрилятори, монітори пацієнта, стрес-системи, рентгенівське обладнання та ін. Також компанія виробляє обладнання для ветеринарії. 
Продукція Innomed виготовляється на заводі у м. Естерґомі та представлена у 110 країнах світу. Частка експорту продукції перевищує 75% від загального обсягу продажів; виторг сягає від $50—99 млн. 

## Історія
У 2005 році розроблений 100kHz рентгенівський генератор. У 2006 році розроблено діагностичне програмне забезпечення для скринінгу грудної клітки — PACS. У 2007 році розроблено системи моніторингу. 
У 2008 році розроблено багатофункціональну високочастотну лінійку рентгенівських генераторів, застосовуючи результати нанотехнологій; комплексні діагностичні системи для грудної клітки та монітори пацієнта для ветеринарії. 
У 2009 році розроблено лінійку мобільних рентгенівських апаратів. У 2011 році розроблений дефібрилятор з новою високоефективною біфазною хвилею.

## Продукція
| Кардіологія - Електрокардіографи (ЕКГ) - HeartScreen 60-IKO - HeartScreen 60G - HeartScreen 80G-L - HeartScreen 80C-L - HeartScreen 112Clinic - Дефібрилятори - Дефібрилятор-монітор Cardio-Aid™ 200-B - Дефібрилятор-монітор Cardio-Aid™ 360B - Монітори пацієнта - Приліжковий монітор InnoCare-S - Центральна станція InnoCare-CC - Приліжковий монітор InnoCare-T12 - Стрес-системи - Cardio PC/E. Розширена ЕКГ-ергометрична стрес-система на базі ПК. - Cardio PC. Ергометричний модуль для стрес-системи для аналізу ЕКГ у навантаженні. | Радіологія - Цифрові рентгенівські системи - TOP-X DR S - TOP-X DR TSm - TOP-X DR Chest - TOP-X DR Trauma - TOP-X DR Classic - TOP-X 100 MS Ветеринарія - Електрокардіограф HeartScreen 60G VET - Монітор пацієнта InnoCare VET - Монітор пацієнта InnoCare VET12 |

## Нагороди
Медичні прилади Innomed отримали кілька професійних нагород. Наприклад, на одній з найпрестижніших світових премій у галузі дизайну «Red Dot Design Award», електрокардіограф HeartScreen 80G переміг у номінації «найкращий серед найкращих».